# 보나파르트주의

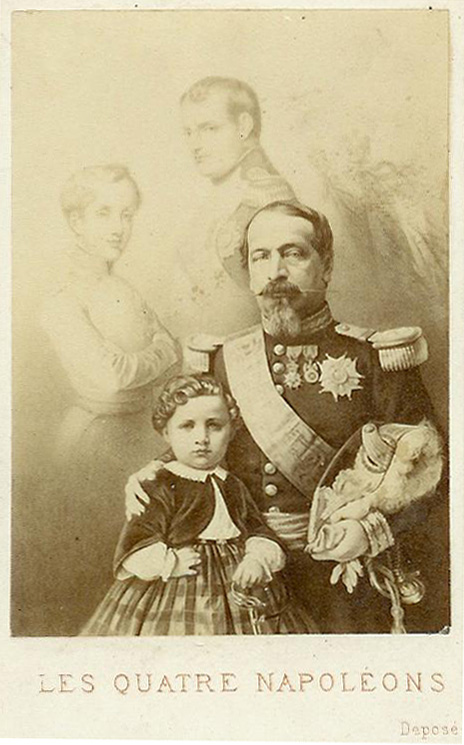
1858년 프로파간다 엽서 “네 사람의 나폴레옹”. 나폴레옹 1세, 나폴레옹 2세, 나폴레옹 3세, 황태자 루이 나폴레옹이 그려져 있다.

보나파르트주의(프랑스어: Bonapartisme 보나파르티슴[*])는 나폴레옹 1세와 그 추종자들, 후계자들로부터 비롯된 정치 이념이다.
일차적으로 보나파르트가의 제위를 복벽하고 프랑스 제정을 복고하는 것을 보나파르트주의, 그것을 주장하는 자들을 보나파르트파라고 한다. 이 맥락에서 보나파르트파는 19세기 프랑스의 유력한 보수주의, 국민주의, 군주주의 정파였다. 보나파르트 복벽주의로서 보나파르트주의는 나폴레옹 1세가 몰락한 1814년에 출현했다고 할 수 있으나, 명확한 교리를 가진 이념으로서 구체화된 것은 1840년대부터였다.

## 마르크스주의에서의 의미
마르크스주의에서는 이로부터 의미를 확장시켜 나폴레옹 1세 및 3세와 같은 정치행태를 보나파르트주의라고 부른다. 카를 마르크스는 나폴레옹 3세의 동시대인으로서 제2제정에 대한 비판자였다. 마르크스는 혁명 도중에 반혁명적 군부가 혁명가들로부터 권력을 빼앗아 혁명을 정지시키고 혁명가들이 주장한 개혁들 중 일부를 선별적으로 수용하여 대중의 급진주의를 중화시키는 행태를 보나파르트주의라고 했다. 이 과정을 통해 보나파르트주의는 지배계급의 권력을 보존하고 또한 분식하는 역할을 한다. 마르크스는 나폴레옹 숙질이 이런 식으로 프랑스 혁명을 타락시켰다고 생각했다. 마르크스는 1852년 저작 『루이 보나파르트의 브뤼메르 18일』에서 이러한 생각을 구체화하고 마르크스주의적 맥락에서 보나파르트주의라는 용어를 정의하였다.

## 같이 보기
- 피에르 푸자드